# Вэнь-ван (Чжоу)
Чжоу Вэнь-ван (кит. 周文王 пиньинь Zhōu Wén Wáng — Царь Просвещённый), имя данное при рождении Чжоу Цзычан — предок дома Чжоу, сын Ван-цзи и Тай Жэнь, внук Хоу-цзи.
Титул «ван» в традиционно употребляемом имени Вэнь-вана является объектом академических споров. В XII веке до н. э. Вэнь-ван был главою удела Чжоу и, по преданию, своим духовным совершенством стяжал милость неба, отвернувшегося от последних представителей династии Инь за их «недостойное поведение». Сын Вэнь-вана, царь У-ван, вторгся в царство Шан и подчинил себе древний Китай. Предполагается, что царем Вэнь-ван был наречён посмертно благодарными потомками, подчеркнувшими этим, что нецарствовавший Вэнь-ван являлся родоначальником династии Чжоу и по мудрости своей был достоин престола. Титул ван фигурирует также в названии двух других вождей Чжоу, предшествующих покорению Шан: Тай-ван и Цзи-ван (хронологию и др. подробности см. в статье Западная Чжоу (династия)).
В Цзо чжуань и Го юй, наиболее ранних образцах китайской историографии, Вэнь-ван упоминается чаще чем какой-либо другой герой древности (Schaberg, A Patterned Past, p. 74).
Среди сыновей Вэнь-вана — У-ван, основатель Чжоусской империи, и Чжоу-гун, регент малолетнего императора Чэна.
Ценным археологическим свидетельством о роли Вэнь-вана в политической теории эпохи Воюющих Царств является текст «Жун Чэн ши» (容成氏), обнаруженный в коллекции Шанхайского музея среди бамбуковых текстов, приобретённых на Гонконгском антикварном рынке в 1994 г.